# Żurawce (Białoruś)
Żurawce (biał. Жураўцы; ros. Журавцы) – wieś na Białorusi, w obwodzie mińskim, w rejonie wołożyńskim, w sielsowiecie Wołożyn, na skraju Puszczy Nalibockiej.
W dwudziestoleciu międzywojennym leżały w Polsce, w województwie nowogródzkim, w powiecie wołożyńskim.